# Libavské Údolí
Libavské Údolí là một làng thuộc huyện Sokolov, vùng Karlovarský, Cộng hòa Séc.